# Niamadougou
Niamadougou est une commune rurale du département de Bobo-Dioulasso de la province du Houet dans la région du Hauts-Bassins au Burkina Faso.

## Géographie
Niamadougou est située dans le 4e arrondissement du département de Bobo-Dioulasso, à 15 km du centre de Bobo-Dioulasso.

## Histoire
Louis-Gustave Binger y passe en avril 1888.

## Économie
L'économie de la commune est liée à sa localisation à proximité de la route nationale 1 sur l'axe menant à Bobo-Dioulasso. Dans une moindre mesure, l'exploitation de la carrière de sable de Borodougou située à proximité de Niamadougou participe également à l'économie de cette dernière.

## Éducation et santé
Les centres de soins les plus proches de Niamadougou sont le centre de santé et de promotion sociale (CSPS) de Kotédougou et celui de Yéguéresso.